# Jagdschloss Ferdinandsko

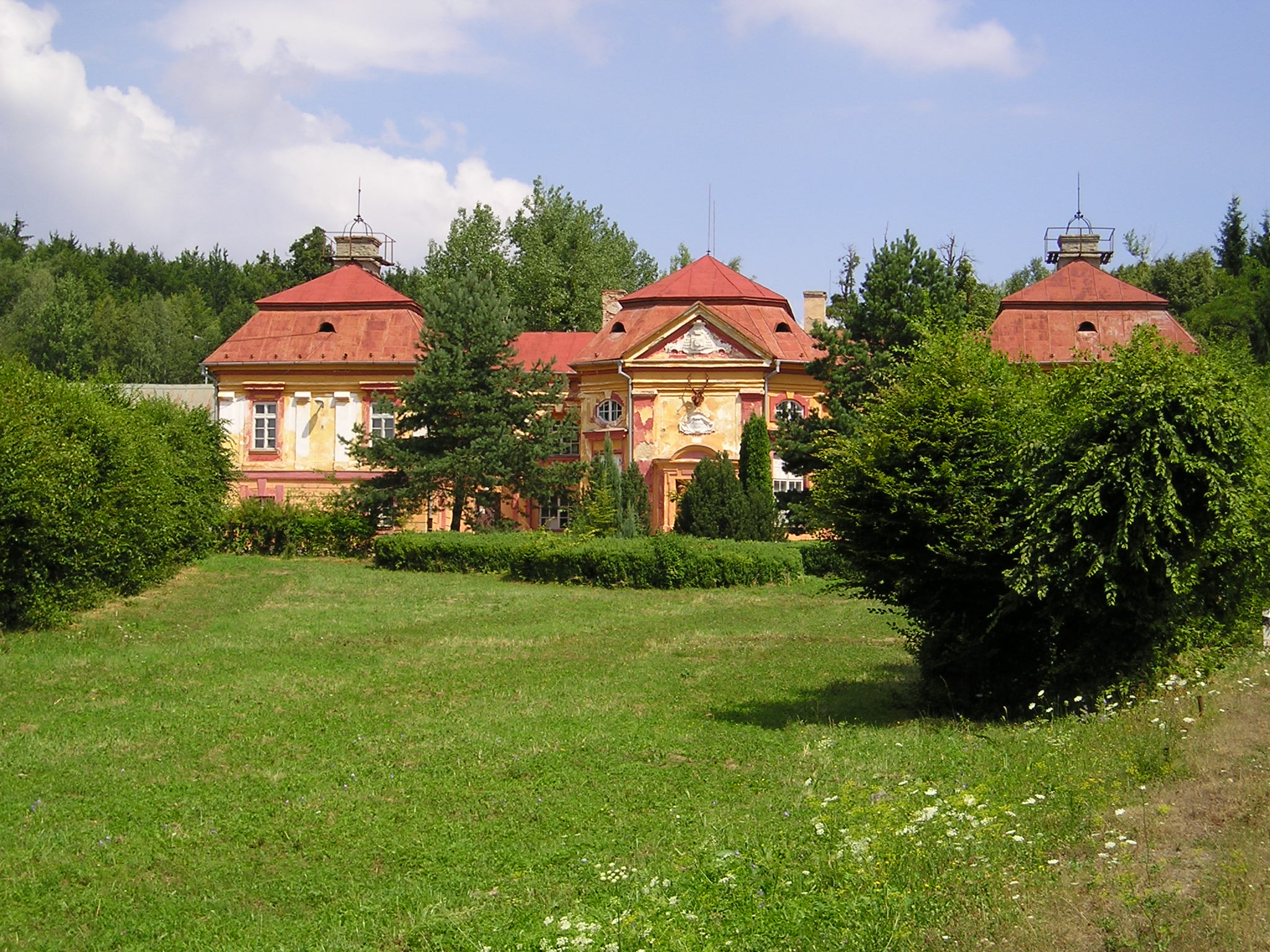
Vorderansicht

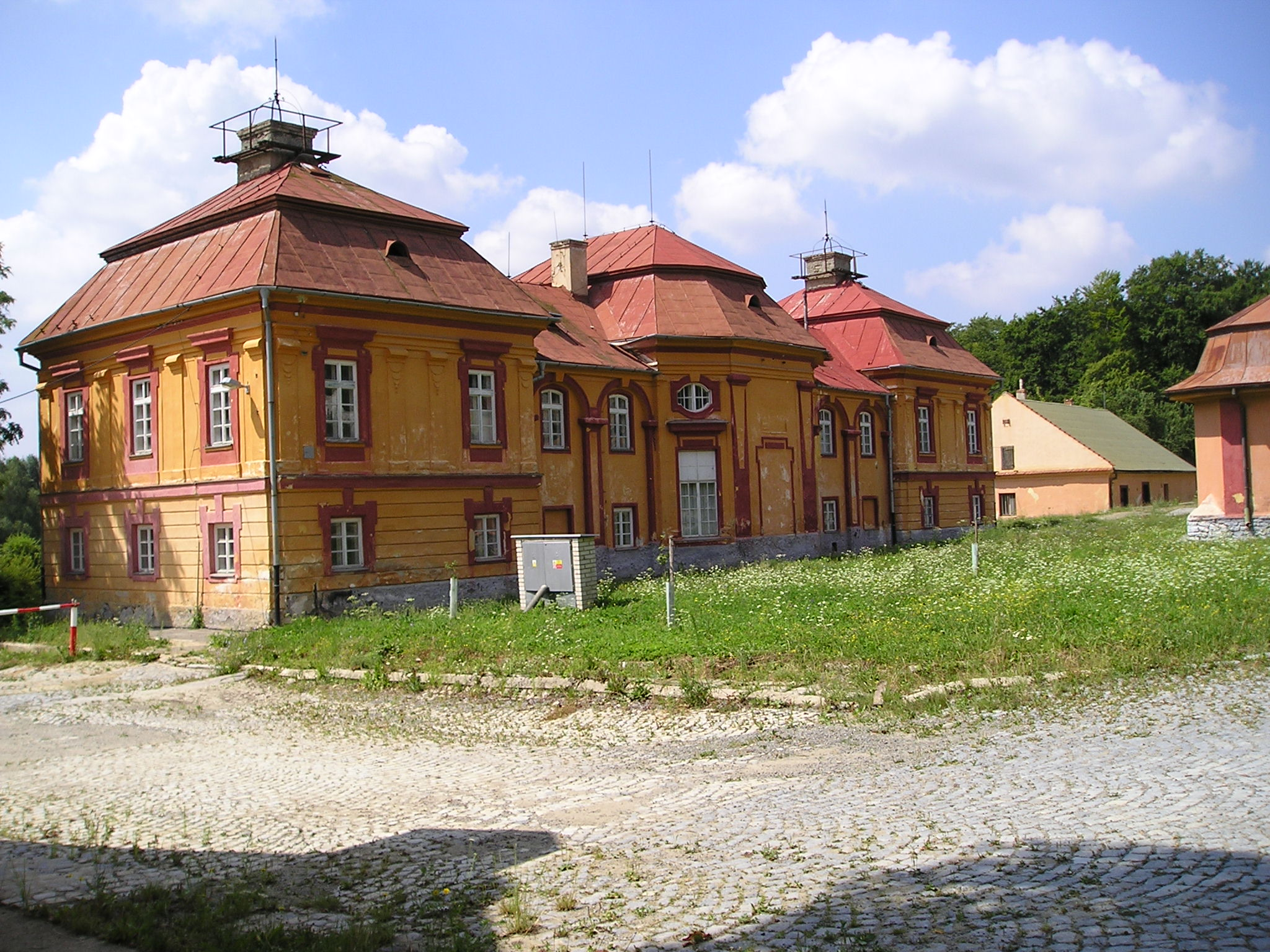
Hinteransicht

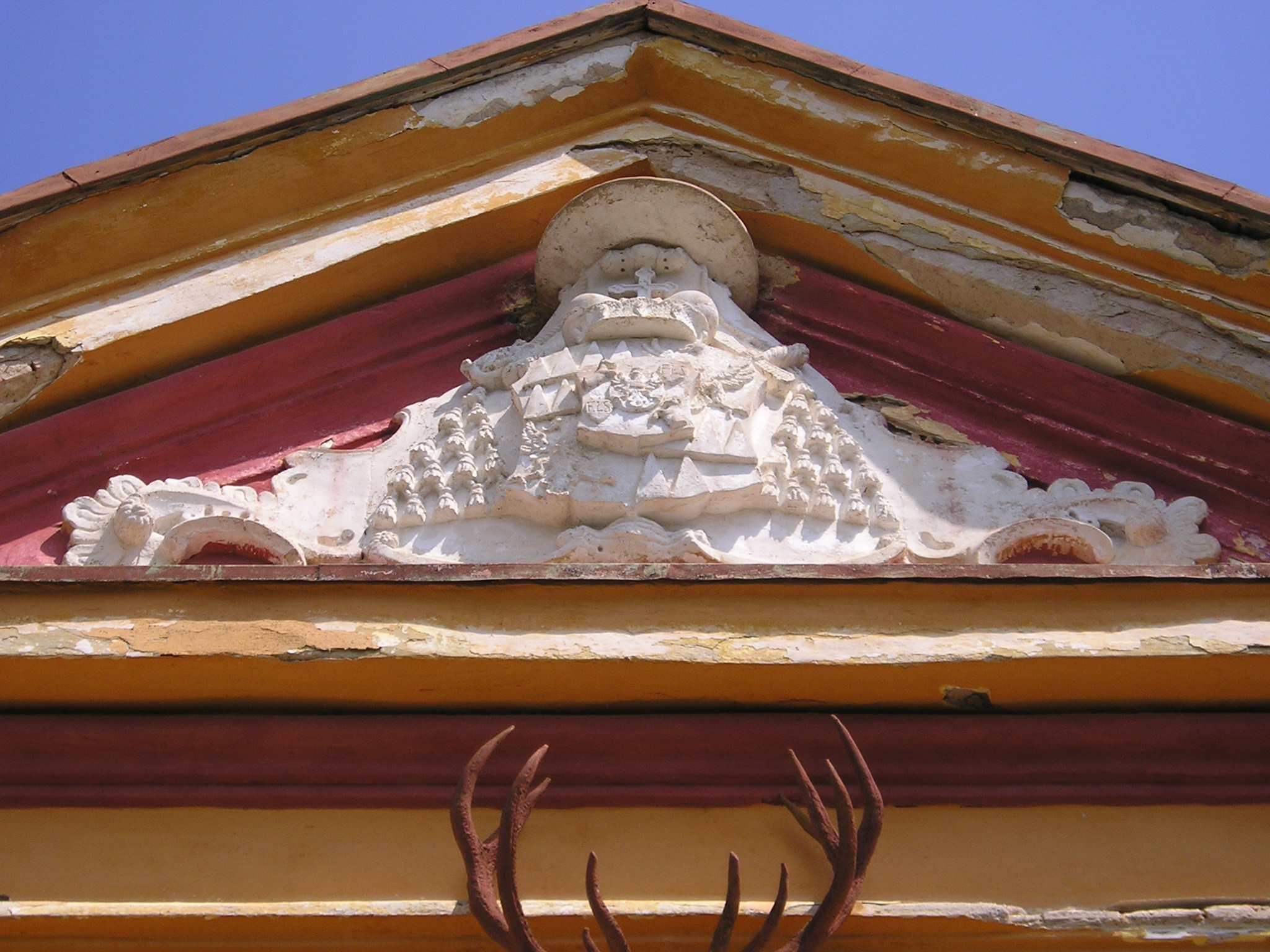
Wappen des Bischofs Ferdinand Julius von Troyer

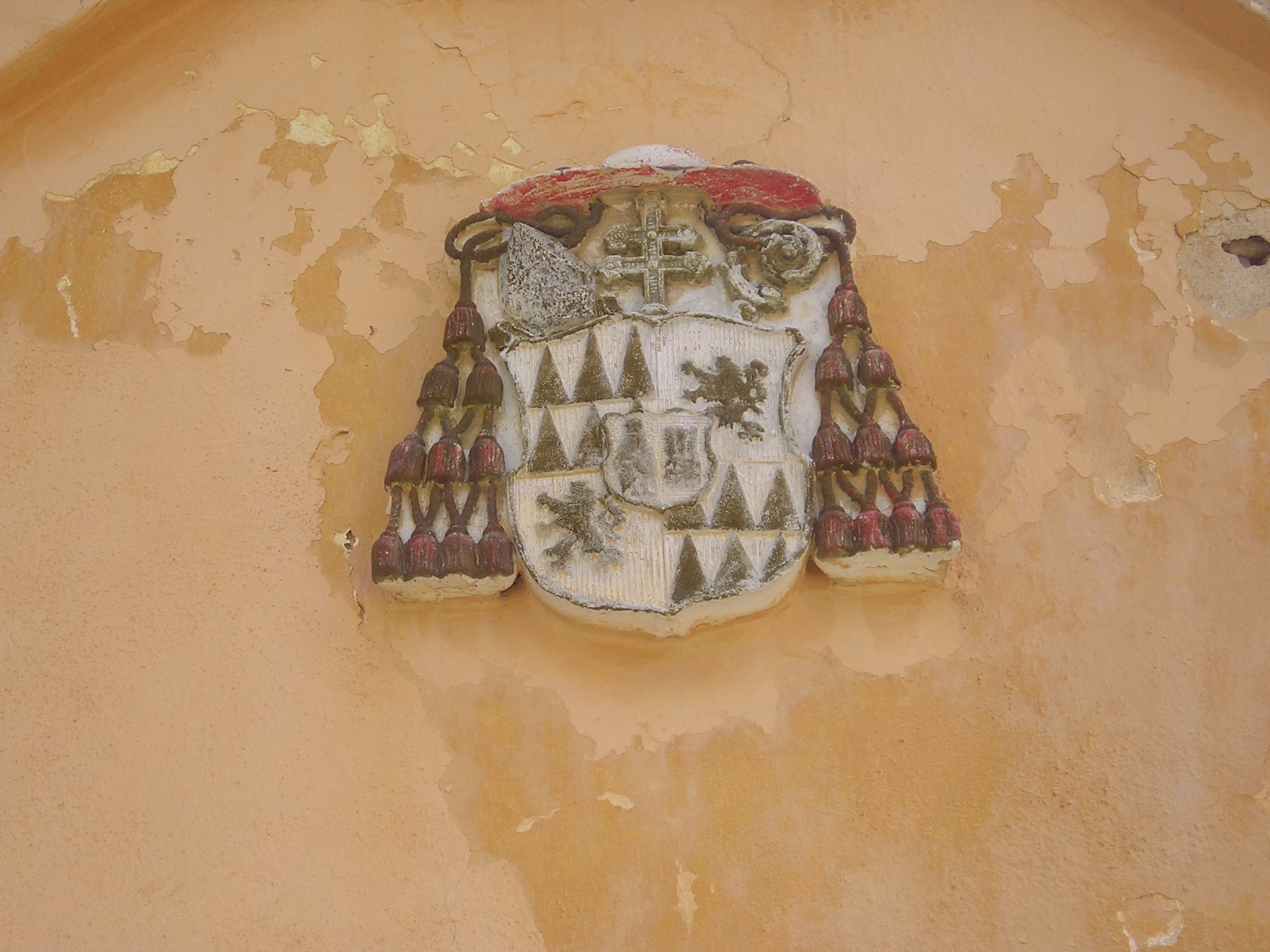
Wappen des Bischofs Leopold Prečan

Das Jagdschloss Ferdinandsko (deutsch Ferdinandsruhe, auch Ferdinandsruh) ist ein ehemaliges Jagdschloss der Olmützer Bischöfe und befindet sich in den Wäldern des Drahaner Berglandes auf dem Truppenübungsplatz Březina in Tschechien. Es handelt sich um ein freistehendes eingeschossiges hochbarockes Gebäude mit zwei kurzen Seitenrisaliten.

## Geographie
Das Schloss befindet sich knapp vier Kilometer westlich von Podivice bzw. sechs Kilometer östlich von Studnice auf einer kleinen Lichtung im Quellgebiet des Baches Ferdinandský potok zwischen dem Stříbrná (Silberberg, 551 m), Srnčí (Rehberg, 537 m) und Dudín. Nordwestlich des Schlosses liegen die Schießstände.

## Geschichte
Die ausgedehnten Wälder in diesem Teil des Berglandes befanden sich seit dem Mittelalter im Besitz der Olmützer Bischöfe. Sie nutzen diese zur Jagd und am Silberberg wurde Bergbau auf Silbererz betrieben. Unterhalb des Silberberges entstand im 15. Jahrhundert das erste Damwildgehege im Königreich Böhmen. Zwischen 1755 und 1757 ließ Bischof Ferdinand Julius von Troyer westlich von Podiwitz das Jagdschloss Ferdinandsruhe mit einer dem hl. Eustachius geweihten Kapelle anlegen. Auch seine Nachfolger nutzten das Schloss als Jagdsitz. Die Ansiedlung Ferdinandsruhe hatte bis in das erste Drittel des 20. Jahrhunderts etwa sechs ständige Einwohner.
1935 kaufte der tschechoslowakische Staat das Schloss und die umliegenden Wälder auf und errichtete den Schießplatz Vyškov. Das Schloss wurde zum Verwaltungssitz des Schießplatzes. Im Jahre 1940 erfolgte der Beschluss zur Errichtung des Truppenübungsplatzes Wischau für die Wehrmacht. Dazu wurden zwischen 1941 und 1945 in fünf Etappen insgesamt 33 Dörfer geräumt. Nach dem Ende des Zweiten Weltkrieges wurde der Truppenübungsplatz aufgehoben und am 1. Mai 1951 erneut als Truppenübungsplatz Březina eingerichtet. Später wurde mit dem PDA Dědice ein neuer Sitz der Militärverwaltung errichtet. 
Wegen unterlassener Instandsetzungsarbeiten wird das Jagdschloss seit 2000 kaum noch genutzt. In Ferdinandsko fanden Dreharbeiten zu Episoden der Fernsehserien Četnické humoresky und Příběhy železné opony statt. Auf Grund seiner Lage in der Kernzone des Militärgeländes ist das Schloss nicht öffentlich zugänglich.